# Pezinok
Pezinok é uma cidade da Eslováquia, situada no distrito de Pezinok, na região de Bratislava. Tem 72,76 km² de área e sua população em 2018 foi estimada em 23.034 habitantes. Está localizada a 20 km noroeste de Bratislava.

## Demografia
| Ano:        | 1994   | 2004   | 2014   | 2024    |
| ----------- | ------ | ------ | ------ | ------- |
| Broj ljudi: | 21 552 | 21 147 | 22 129 | 24 375  |
| Razlika:    |        | -1,87% | +4,64% | +10,14% |

| Ano:               | 2023   | 2024   |
| ------------------ | ------ | ------ |
| Número de pessoas: | 24 506 | 24 375 |
| Diferença:         |        | -0,53% |